# Scholmwehr

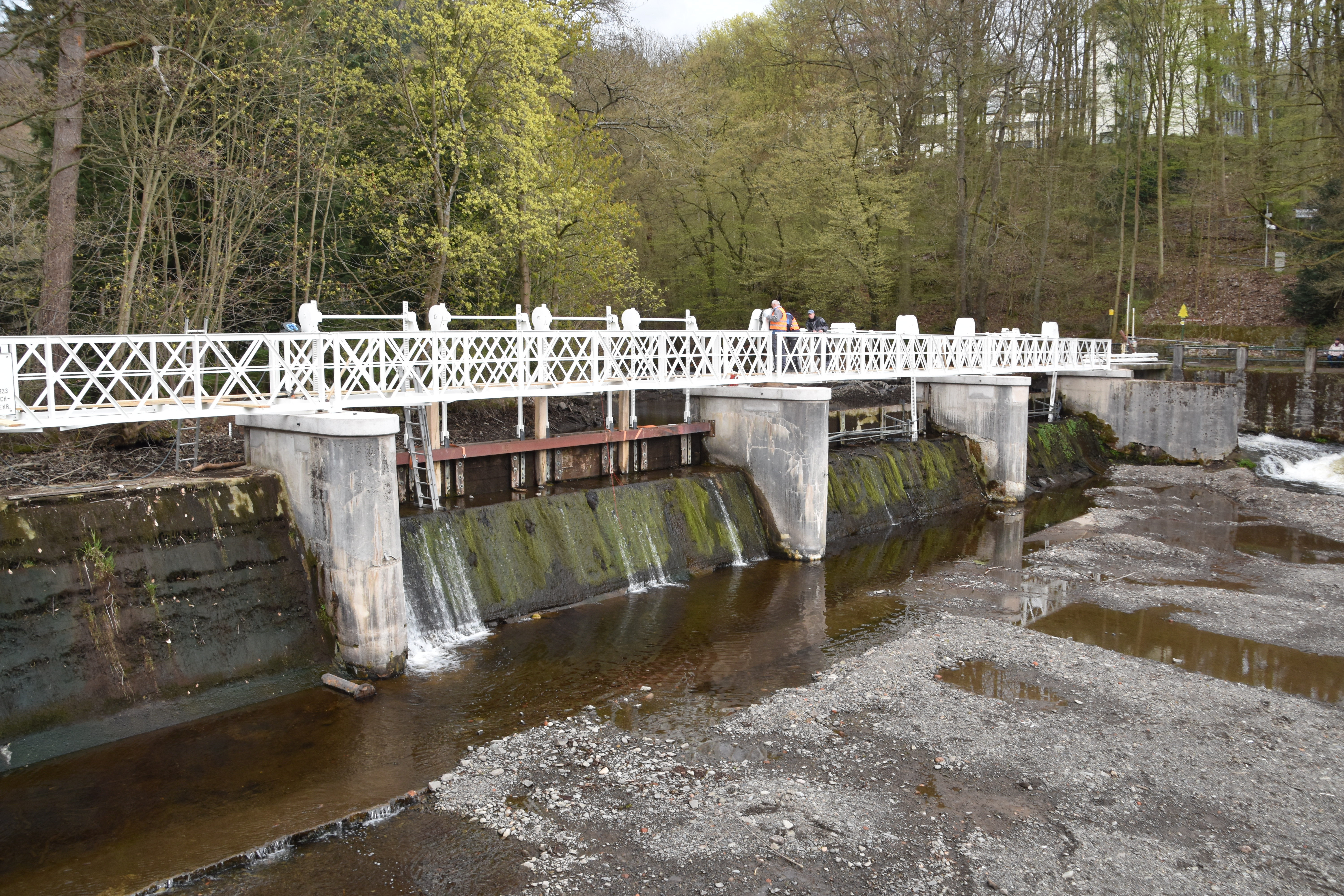
Scholmwehr (2021)

Das Scholmwehr (auch Scholben- oder Oderwehr) ist eine Wehranlage zur Aufstauung der Oder im niedersächsischen Bad Lauterberg im Harz. Historisch diente es der Wasserversorgung der Wasserräder der Königshütte.

## Geschichte und Funktion
Erbaut wurde das Scholmwehr im Jahre 1733. Das Oderwasser wird durch einen etwa 1,4 km langen Hüttengraben mit einem Gefälle von zwei Metern zur Königshütte geleitet. Im Jahre 1803 wurden auf diese Art auf der Königshütte 23 Wasserräder auf drei Gefällen angetrieben. Am ersten Gefälle (Gießhalle / Hochofen) wurden sieben Wasserräder angetrieben. Am zweiten Gefälle (Mühle) waren es zehn und am dritten Gefälle (ehemaligen Drahthütte) sechs Wasserräder. Die oberschlächtigen Wasserräder dienten dem Antrieb von Blasebälgen, Poch- und Hammerwerken, den Walzwerken und auf der Drahthütte zum Antrieb der Blasebälge in der Frisch- und Zainhütte.
Das Wehr wurde 1833 durch Hochwasser zerstört und wurde in Holzbauweise neu errichtet. Nach der erneuten Zerstörung am 2. September 1904 erfolgte der Neubau in Beton- und Stahlbauweise. Der Neubau wurde, mit einer Verbreiterung des Wasserdurchlasses auf 12 m, 1905 fertiggestellt. Das Wehr, inklusive der sog. Scholmwehrbrücke, wurde ab 2020 saniert und 2021 wiedereröffnet.
Eigentümerin der Scholmwehrbrücke ist heute die Königshütte Industriedenkmal UG, die Wehrbrücke steht aber auf städtischem Grund, dem Flussbett der Oder.